# عبد الرازق النتشة
عبد الرازق ماهر عبد الرازق نتشة أستاذ جامعي فلسطيني، يشغل منذ مارس 2024 منصب وزير وزارة الاتصالات والاقتصاد الرقمي ضمن حكومة محمد مصطفى.

## حياته
وُلد عبد الرازق النتشة عام 1982. عمل والده ماهر النتشة رئيسًا لجامعة النجاح الوطنية بين عامي 2013 و2021.
حصل على درجة البكالوريوس في هندسة الحاسوب من جامعة النجاح الوطنية عام 2005، وعام 2011 حصل على درجة الدكتوراه من جامعة مانشستر متروبوليتان في هندسة الحاسوب.
عمل مساعدًا للبحث والتدريس في جامعة كنت بين عامي 2006 و2009، ومحاضرًا في جامعة مانشستر متروبوليتان بين عامي 2009 و2011. ومنذ عام 2009 يعمل محاضرًا لدى جامعة النجاح الوطنية.
في 28 مارس 2024، اعتمد الرئيس محمود عباس التشكيلة الوزارية للحكومة الفلسطينية التاسعة عشرة التي يرأسها محمد مصطفى ومنحها الثقة. وفي 31 مارس 2024، أدى النتشة اليمين القانونية وزيرًا للاتصالات والاقتصاد الرقمي في مقر الرئاسة الفلسطينية بمدينة البيرة.
في 1 أبريل 2024، شُكل مجلس إدارة المجلس الأعلى للإبداع والتميز للمرة الثالثة، وعينه الرئيس محمود عباس عضوًا فيه ولا يزال.